# Нухинский округ
Нухинский округ (азерб. Nuxa mahalı) — единица административного деления Азербайджанской ССР, существовавшая с января по июль 1930 года. Административный центр — город Нуха.
Образован постановлением ЦИК Азербайджанской ССР от 25 января 1930 года на части территории упразднённого Закатало-Шекинского округа.
Нухинский округ граничил с Ганджинским, Закатальским, Карабахским, Кубинским, Ширванским округами, а также с Дагестанской АССР.
Печатным органом окружного комитета КП(б) Азербайджана и окружного исполкома была газета «Şəki fəhləsi».
По постановлениям ЦИК и СНК СССР от 23 июля 1930 года и ЦИК и СНК Азербайджанской ССР от 8 августа 1930 года, Нухинский округ, как и большинство остальных округов СССР, был упразднён, а входящие в его состав районы переданы в прямое подчинение Азербайджанской ССР.